# Fodina afflicta
Fodina afflicta är en fjärilsart som beskrevs av Emilio Berio 1959. Fodina afflicta ingår i släktet Fodina och familjen nattflyn. Inga underarter finns listade i Catalogue of Life.